# Algebraiske tal
[[File:{\displaystyle \mathbb {A} }|Mængden af algebraiske tal
betegnes med bogstavet A 
med dobbeltstreg.px|class=noviewer|]]
Et algebraisk tal er en rod i et polynomium med rationale koefficienter. De algebraiske tal udgør et legeme, et dellegeme af de komplekse tals legeme, og indeholder selv de rationale tals legeme som dellegeme. Kvadratroden af 2 er et eksempel på et algebraisk tal, der ikke er rationalt: Det er rod i polynomiet {\displaystyle x^{2}-2}, men kan ikke skrives som en brøk af to heltal. De transcendente tal er defineret til at være de tal, der ikke er algebraiske.
Der er uendeligt mange transcendente tal, men mængden af algebraiske tal er tællelig, hvilket betyder, at der ikke er flere algebraiske tal end f.eks. naturlige tal eller rationale tal.
| Matematik | Spire Denne artikel om matematik er en spire som bør udbygges. Du er velkommen til at hjælpe Wikipedia ved at udvide den. |